# Carlo Andersen
Carlo Arnold Valdemar Andersen, född 1904, död 1970, var en dansk författare.

## Biografi
Andersen var 1921-27 kontorist, drev 1927-31 fabrikation av kontors och butiksinventarier och var 1931-40 agent för en brittisk världsfirma. Han debuterade 1938 med kriminalromanen Krigstestamentet (svensk översättning 1939) och vann första priset i 1938 års nordiska kriminalpristävling. han utgav därefter ett flertal kriminalromaner som Det tredie (1941), Politiet beder os efterlyse (1942), De tre Jokere (1943), Skaf en Sensation! (1943), Coras Triumf (1943) och Det afgørende Bevis (1944). Andersen författade även en biografi över Henri Dunant, En Skæbne under Genferkorset (1941), köpenhamnsromanen To Aar er en Evighed (1941) och "Gruppen Gorm" (1945), en skildring av den danska motståndsrörelsens arbete under tyska ockupationen.
Tillsammans med Knud Meister skrev ett stort antal ungdomsböcker, de flesta översatta till svenska. De har blivit mest kända för serien om Jan, som de skrev under sina egna namn, men de gav också ut en lång rad flickböcker om Puck (da. Puk) under pseudonymen Lisbeth Werner.